# Grantova zebra
Grantova zebra (znanstveno ime Equus quagga boehmi) je najmanjša od sedmih podvrst ravninske zebre. Ta podvrsta predstavlja obliko zebre ekosistema Serengeti-Mara.
Razširjenost te podvrste je v Zambiji zahodno od reke Luangwa in zahodno do Karibe, provinca Katanga v Demokratični republiki Kongo, severno do planote Kibanzao in v Tanzaniji severno od Nyangauija in Kibwezija v jugozahodni Keniji do Sotika. Najdemo ga lahko tudi v vzhodni Keniji in vzhodno od Velike riftne doline v najbolj južni Etiopiji. Pojavlja se tudi do reke Juba v Somaliji.

## Zebra zgornjega Zambezija
Duncan (1992)  je prepoznal zebro Zgornjega Zambezija (Equus quagga zambeziensis, Prazak, 1898 ). Groves in Bell (2004)  sta prišla do zaključka, da zeber iz zahodne Zambije in Malavija ni mogoče razlikovati po lobanji in da se le malo razlikujejo od drugih severnih ravninskih zeber. Precej majhna razlika v velikosti ne upravičuje ločenega podspecifičnega statusa za zebro Zgornjega Zambezija. Zato te zebre kombinirajo z Grantovo zebro (Equus quagga boehmi).

## Lastnosti
Ta severna podvrsta je spredaj navpično črtasta, na zadnjih nogah vodoravno ter diagonalno na hrbtu in zadnjih bokih. Senčne črte so odsotne ali pa so le slabo izražene. Proge, kot tudi notranji prostori, so široki in dobro opredeljeni. Severnim osebkom morda manjka griva. Grantove zebre zrastejo do višine približno 120 do 140 cm in na splošno tehtajo približno 300 kg. Zebre živijo v družinskih skupinah do 18 zeber, vodi pa jih en sam žrebec. Grantove zebre običajno živijo 20 let.

## Regionalna izumrtja
Nedavne državljanske vojne v Kongu, Ruandi, Somaliji, Sudanu, Etiopiji in Ugandi so povzročile dramatičen upad vseh populacij prostoživečih živali, vključno s populacijo Grantove zebre. Zdaj je v Burundiju izumrla. Državljanska vojna v Angoli je v večini zadnjih 25 let uničila njene populacije divjih živali, vključno z nekoč bogato ravninsko zebro, ter uničila upravo in infrastrukturo narodnih parkov. Posledično je Grantova zebra verjetno izumrla ali skoraj tako v Angoli, čeprav bo na potrditev treba počakati, dokler se ne izvedejo prihodnje raziskave.
V naravi je več Grantovih zeber kot katere koli druge vrste ali podvrste zeber. Za razliko od Grevyjeve in gorskih zeber niso ogrožene. Grantove zebre jedo grobo travo, ki raste na afriških nižinah, in so odporne na bolezni, ki pogosto ubijejo govedo, zato se zebre dobro počutijo v afriških savanah. Vendar pa so nedavne državljanske vojne in politični konflikti v afriških državah blizu njihovih habitatov povzročile regionalno izumrtje, včasih pa zebre ubijajo zaradi njihovega plašča ali da bi odpravili konkurenco z domačo živino.

## Kontroverzno naseljevanje Burchellove zebre v zgodovinskem območju Grantove zebre
Od leta 2001 do 2016 je fundacija Kissama ponovno naselila divje živali v narodnem parku Kissama v Angoli. Projekt so poimenovali Operacija Noetov lok. Med živalmi, kot so črnorepi gnu, elipsasta obvodna antilopa (Kobus ellipsiprymnus), južnoafriška žirafa (Giraffa camelopardalis giraffe), sloni, pasana, Livingstonov eland, niala in noj, so tudi Burchellove zebre. Od leta 2017 do 2019 je Wildlifevetsnamibia izvažala prostoživeče živali v Kinšaso, glavno mesto Vzhodnega Konga, da bi živali naselila v Parc de la Vallée de la Nsele v sodelovanju z Institut Congolais pour la Conservation de la Nature. Obe naselitvi v zahodni Angoli in Vzhodnem Kongu sta sporni, saj se organi parkov iz obeh držav niso odločili za nakup avtohtone Grantove zebre iz držav, kot so Zambija, Tanzanija ali Kenija.
Na severozahodu in severovzhodu Angole je Grantova zebra izumrla. Toda v narodnem parku Upemba v Vzhodnem Kongo ostaja majhna populacija. Zdaj imajo dve različni populaciji podvrst.

## Habitat
Zambija je idealen kraj za zebre. Te živali raje živijo v savanskih gozdovih in traviščih; ne najdemo jih v puščavah, mokriščih ali deževnih gozdovih. Gorska sorta živi v skalnatih gorskih območjih. Na žalost se razpoložljivost habitata za vse vrste zeber zmanjšuje, kar ima za posledico upad populacije.

## Prehrana
Zebre so izključno rastlinojede, kar pomeni, da jedo samo rastline. Njihova prehrana je skoraj v celoti sestavljena iz trav, jedo pa tudi liste, lubje, grmičevje in drugo.
Tako kot vsi člani družine konj, zebre porabijo več časa za hranjenje kot rastlinojedi prežvekovalci, kot sta antilopa in gnu. To je zato, ker konji, vključno z zebrami, ne prežvekujejo. Namesto tega se celuloza v njihovi hrani razgradi v slepem črevesju. (Slepo črevo je slepa vrečka na skrajnem koncu njihovega tankega črevesa). Ta metoda ni tako učinkovita kot metoda, ki jo uporabljajo prežvekovalci, vendar je učinkovitejša pri uničevanju grobe vegetacije. Čeprav se morajo zebre vsak dan hraniti dlje kot antilope in gnuji, lahko uživajo trave in druge rastline z višjo vsebnostjo vlaknin ali nižjo vsebnostjo beljakovin, kot jih prežvekovalci prebavijo.

## Obnašanje
Grantove zebre so, tako kot mnoge druge zebre, zelo družabna bitja in različne vrste imajo različne družbene strukture. Pri nekaterih vrstah en žrebec varuje harem samic, druge vrste pa ostanejo v skupinah, vendar ne tvorijo močnih družbenih vezi. Pogosto lahko spremenijo strukturo črede in vsakih nekaj mesecev zamenjajo spremljevalce.

## Razmnoževanje
Samice zebre imajo lahko eno žrebe na leto. Njihova brejost je od 360 do 395 dni, odvisno od vrste. Samica bo zaščitila svoje žrebe in kmalu po rojstvu lahko stoji, hodi in teče. To je še posebej pomembno, saj so žrebeta ranljiva za plenilce. Žrebeta bodo dojila do enega leta, preden bodo odstavljena.

## Galerija
- Samica in žrebe v Lakelandu na Floridi
- Blizu Chilanga, Zambija
- Boj, Serengeti, Tanzanija
- Breja Serengeti, Tanzanija
- Grantova zebra v Ngorongoro kraterju v suhi sezoni.
- Grantova zebra v Ark Encounterjevem Ararat Ridge Petting Zoo